# NGC 6905
NGC 6905 је планетарна маглина у сазвежђу Делфин која се налази на NGC листи објеката дубоког неба.
Деклинација објекта је + 20° 6' 18" а ректасцензија 20h 22m 23,0s. Привидна величина (магнитуда) објекта NGC 6905 износи 11,1 а фотографска магнитуда 11,9. NGC 6905 је још познат и под ознакама PK 61-9.1, CS=13., Blue flash nebula.